# Money, Money, Money
Money, Money, Money ist ein Song der schwedischen Popgruppe ABBA aus dem Jahre 1976. Die Musik komponierte Benny Andersson, den Text schrieb Björn Ulvaeus. Die Lead Vocals wurden von Anni-Frid Lyngstad übernommen. Im November 1976 wurde das Lied als zweite Single aus dem Album Arrival ausgekoppelt, zusammen mit Crazy World als B-Seite.
Es handelt von einer Frau, die sich trotz harter Arbeit finanziell nur knapp über Wasser halten kann und sich deswegen einen wohlhabenden Mann wünscht.

## Hintergrund
Die Entstehung dieses Songs gleicht der von Why Did It Have To Be Me?, welcher ebenfalls für das neue Album aufgenommen wurde. In beiden Fällen wurde der Arbeitstitel zum endgültigen Titel. Da Ulvaeus meinte, das Thema Geld sei schon in zu vielen Liedern vorhanden, probierte er mehrere andere Varianten aus. Eine davon war Gypsy Girl. Weil diese jedoch zu nichts führte, entschloss sich Ulvaeus letzten Endes doch zum Titel Money, Money, Money.

„Gypsy Girl kam irgendwie schwieriger über die Lippen. Letzten Endes ging ich zurück zu Money, Money, Money, das klang einfach am besten“

Die Aufnahmen für Money, Money, Money wurden am 17. Mai 1976 begonnen. Der Text war, laut einer späteren Äußerung von Ulvaeus, ironisch gemeint. Am 18. September 1976 wurde ein Musikvideo im Kimono-Outfit gedreht.

## Kommerzieller Erfolg

### Chartplatzierungen
Die Single war sehr erfolgreich und erreichte in 15 Ländern die Top 10 der Charts, darunter in acht Ländern Platz 1. In Deutschland war Money, Money, Money der fünfte Nummer-eins-Hit von ABBA in Folge. Die Single stand fünf Wochen lang an der Spitze der Charts und wurde schätzungsweise 450.000 Mal verkauft. Auch in Frankreich erreichte Money, Money, Money die Spitze der Charts und wurde dort mit mehr als 500.000 Exemplaren zu einer der meistverkauften ABBA-Singles. In Australien wurde die Single zum sechsten Nummer-eins-Hit von ABBA in Folge und verkaufte sich rund 200.000 Mal. Auch in Belgien, den Niederlanden, Neuseeland, Mexiko und Costa Rica erreichte Money, Money, Money Platz 1 in den Charts.
Zudem erreichte die Single Platz 2 in Irland, Norwegen und der Schweiz, Platz 3 in Österreich und Portugal, Platz 7 in Finnland, Platz 9 in Dänemark und Platz 16 in Simbabwe.
| ChartsChartplatzierungen       | Höchstplatzierung | Wochen |
| ------------------------------ | ----------------- | ------ |
| Deutschland (GfK)              | 1 (22 Wo.)        | 22     |
| Österreich (Ö3)                | 3 (16 Wo.)        | 16     |
| Schweiz (IFPI)                 | 2 (14 Wo.)        | 14     |
| Vereinigte Staaten (Billboard) | 56 (7 Wo.)        | 7      |
| Vereinigtes Königreich (OCC)   | 3 (12 Wo.)        | 12     |

| ChartsJahrescharts (1977) | Platzierung |
| ------------------------- | ----------- |
| Deutschland (GfK)         | 21          |

### Auszeichnungen für Musikverkäufe
In Großbritannien erhielt die Single eine Goldene Schallplatte für ebenfalls 500.000 verkaufte Stück.
| Land/Region                  | Auszeichnungen für Musikverkäufe (Land/Region, Auszeichnung, Verkäufe) | Verkäufe  |
| ---------------------------- | ---------------------------------------------------------------------- | --------- |
| Frankreich (SNEP)            | Gold                                                                   | 500.000   |
| Neuseeland (RMNZ)            | Gold                                                                   | 15.000    |
| Vereinigtes Königreich (BPI) | Gold                                                                   | 500.000   |
| Insgesamt                    | 3× Gold ·                                                              | 1.015.000 |

Hauptartikel: ABBA/Auszeichnungen für Musikverkäufe

## Sonstiges
2005 bis 2006 wurde Money, Money, Money für die deutsche Serie Arme Millionäre als Titel-Melodie verwendet. 2008 wurde der Song im Film Mamma Mia! von Meryl Streep gecovert.